# Saburductace
Saburductace (em grego clássico: Σαβουρδουκτακ(η); romaniz.: Sabourdouktak(e); em persa médio: šhpwhrdwhtk<y>, Šābuhrdux-tag; em parta: šhypwhrdwht’k‘, Šābuhrduxtag lit. "Filha de Sapor") foi uma rainha sassânida do século III, esposa do xá Vararanes II (r. 274–293).

## Vida
Saburductace era filha do xá de Mesena Sapor e neta de Sapor I. É citada na inscrição Feitos do Divino Sapor de seu avô escrita ca. 262. Era irmã de ao menos seis pessoas e talvez sua mãe fosse a rainha Denaces. Foi sugerido que ela poderia ser mãe de todos os seus irmãos, mas a julgar pelo estado da inscrição é impossível determinar isso. Seja como for, em data incerta, casou-se com o xá Vararanes II (r. 274–293), seu primo, e teve com ele Vararanes III (r. 293). Com a ascensão de seu marido, foi nomeada rainha de rainhas. Ela foi representada em ao menos três relevos de seu marido.

## Galeria
|  |  |